# Superliga e Kosovës në Basketboll
La Superliga e Kosovës në Basketboll, in italiano superlega kosovara di pallacanestro, è la massima serie della pallacanestro in Kosovo.

## Storia
Il primo campionato nazionale in Kosovo si è giocato nel 1991 ed è stato vinto dal Klubi i basketbollit Prishtina.
Attualmente è composto da 8 squadre che si incontrano per determinare la griglia dei playoff che assegnano il titolo.

## Albo d'oro
- 1991-92  Pristina
- 1992-93  Trepça
- 1993-94  Peja
- 1994-95  Peja
- 1995-96  Peja
- 1996-97 Drita
- 1997-98 campionato interrotto
- 1998-99 non disputato
- 1999-00  Trepça
- 2000-01  Trepça
- 2001-02  Pristina
- 2002-03  Pristina
- 2003-04  Peja
- 2004-05 Mabetex
- 2005-06  Pristina
- 2006-07  Pristina
- 2007-08  Pristina
- 2008-09  Pristina
- 2009-10  Pristina
- 2010-11  Pristina
- 2011-12  Trepça
- 2012-13  Peja
- 2013-14  Pristina
- 2014-15  Pristina
- 2015-16  Pristina
- 2016-17  Pristina
- 2017-18  Bashkimi
- 2018-19  Pristina
- 2019-20 non assegnato
- 2020-21  KB Ylli
- 2021-22  KB Ylli
- 2022-23  Peja
- 2023-24  Trepça
- 2024-25  Trepça

## Vittorie per club
| Club     | Città              | Titoli | Anno                                         |
| -------- | ------------------ | ------ | -------------------------------------------- |
| Pristina | Pristina           | 14     | 1992, 2002, 2003, 2006-2011, 2014-2017, 2019 |
| Peja     | Pejë               | 6      | 1994-1996, 2004, 2013, 2023                  |
| Trepça   | Kosovska Mitrovica | 6      | 1993, 2000, 2001, 2012, 2024, 2025           |
| KB Ylli  | Suva Reka          | 2      | 2021, 2022                                   |
| Bashkimi | Prizren            | 1      | 2018                                         |
| Mabetex  | Pristina           | 1      | 2005                                         |
| KB Drita | Gjilan             | 1      | 1997                                         |